# 489 v. Chr.
Portal Geschichte | Portal Biografien | Aktuelle Ereignisse | Jahreskalender | Tagesartikel

◄ |
6. Jahrhundert v. Chr. |
5. Jahrhundert v. Chr. |
4. Jahrhundert v. Chr. |
►

◄ | 500er v. Chr. | 490er v. Chr. | 480er v. Chr. | 470er v. Chr. |
460er v. Chr. |
►

◄◄ | ◄ | 492 v. Chr. | 491 v. Chr. | 490 v. Chr. | 489 v. Chr. |
488 v. Chr. |
487 v. Chr. |
486 v. Chr. |
► |
►►
Im Jahr 489 v. Chr. versucht Miltiades der Jüngere den Schwung des Vorjahres nach dem Sieg in der Schlacht bei Marathon über die Perser mitzunehmen und führt einen Feldzug gegen die Insel Paros. Der attische Angriff scheitert jedoch und Miltiades wird bei seiner Rückkehr nach Athen von Xanthippos angeklagt und gerichtlich verurteilt.
Auf der Italienischen Halbinsel beginnt der Legende nach der exilierte Kriegsheld Gnaeus Marcius Coriolanus an der Spitze der Volsker einen Krieg gegen seine Heimat Rom.

## Ereignisse

### Östliches Mittelmeer
Miltiades der Jüngere führt nach seinem Sieg bei Marathon einen attischen Feldzug gegen die Insel Paros, der aber scheitert. Miltiades wird deshalb nach seiner Rückkehr nach Athen von Xanthippos angeklagt und zum Tode verurteilt. Die Todesstrafe wird jedoch zu einer hohen Geldstrafe umgewandelt, die er nicht begleichen kann. Folglich kommt er ins Gefängnis, wo er an einer bei Paros erlittenen Verletzung stirbt, wodurch die Atimie, der Verlust seiner Bürgerrechte, an seinen Erben übergeht. Sein Sohn Kimon kann seine Bürgerrechte erst dadurch wiedererlangen, indem er seine Halbschwester Elpinike dem reichen Athener Kallias zur Frau gibt, der die Geldschuld begleicht.
Aristeides, ein Gegner der Flottenpläne des Themistokles, wird eponymer Archon von Athen.

### Westliches Mittelmeer
- Gaius Iulius Iullus und Publius Pinarius Mamercinus Rufus sind der Überlieferung nach Konsuln der Römischen Republik.
- Der vor zwei Jahren exilierte Kriegsheld Gnaeus Marcius Coriolanus beginnt an der Spitze der Volsker einen Krieg gegen die Römische Republik und seine Heimatstadt Rom.

## Gestorben
- um 489 v. Chr.: Miltiades der Jüngere, athenischer Feldherr und Politiker, Sieger der Schlacht bei Marathon, in Athen in Schuldhaft an einer vor Paros in der Schlacht erlittenen Wunde (* um 550 v. Chr.)